# Élections impériales sous le Saint-Empire

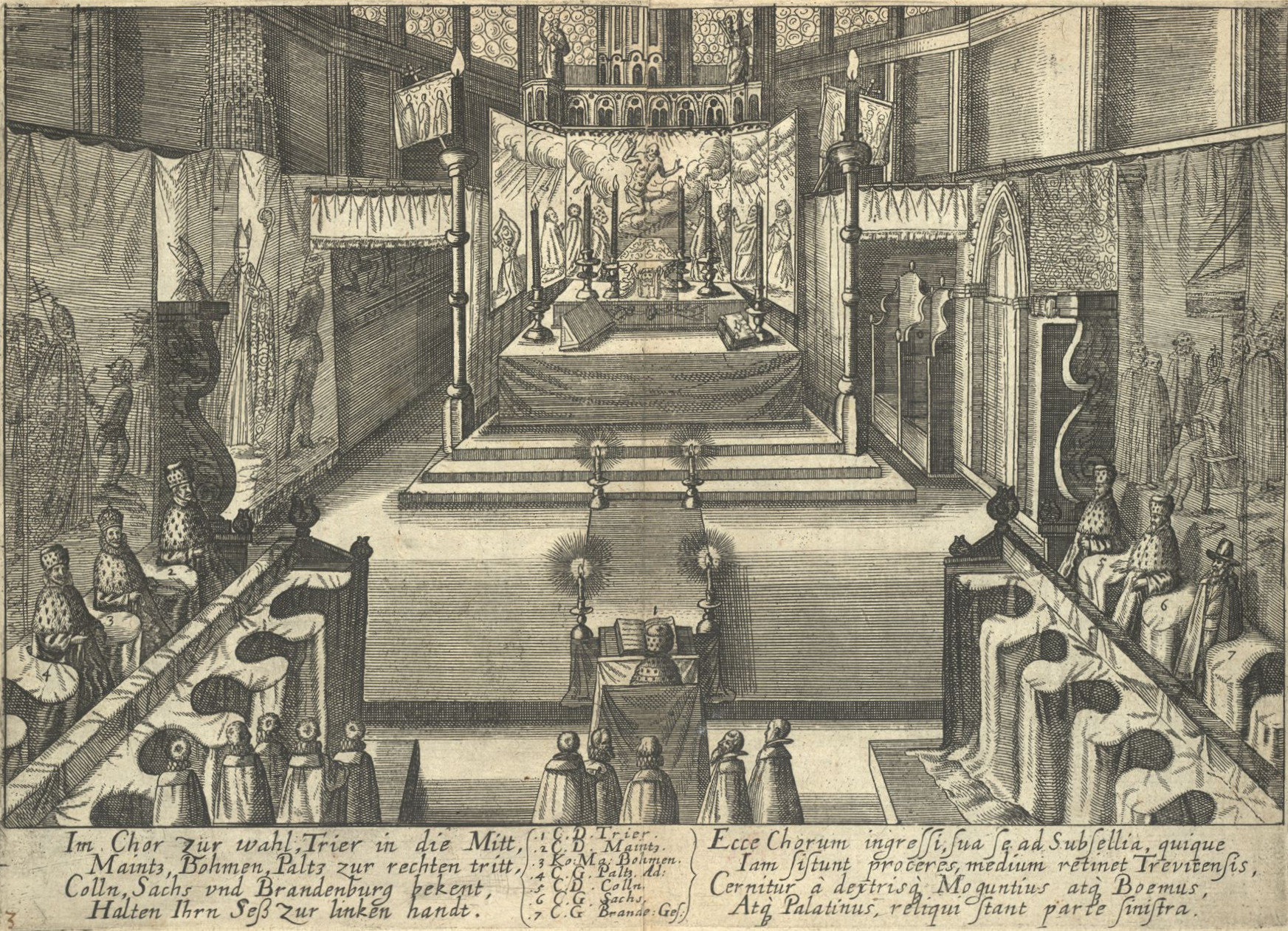
L'élection de Matthias comme empereur romano-allemand par les princes électeurs en 1612 représentée sur une gravure contemporaine

L'élection d'un empereur romain germanique était généralement un processus en deux étapes par lequel, à partir du XIIIe siècle au moins, le roi des Romains était élu par un petit corps des plus grands princes de l'Empire, les princes-électeurs. Il a ensuite été suivi peu après par son couronnement en tant qu'empereur, titre attribué à vie. En 1356, l'empereur Charles IV a promulgué la Bulle d'or, qui est devenue la loi fondamentale par laquelle tous les futurs rois et empereurs ont été élus. Après 1508, le pape a reconnu que l'élection seule était suffisante pour l'utilisation du titre impérial. Le dernier couronnement papal a eu lieu en 1530. 
Bien que le Saint-Empire romain germanique soit peut-être l'exemple le plus connu d'une monarchie élective, de 1438 à 1740, un Habsbourg a toujours été élu empereur, le trône devenant de facto héréditaire. Pendant cette période, l'empereur a été élu au sein de la maison des Habsbourg.

## Contexte
Le Königswahl était l'élection de candidats royaux dans le Saint-Empire romain germanique et ses prédécesseurs comme roi par un corps électif spécifié (le Gremium). Alors que la succession au trône du monarque dans la plupart des cultures est régie par les règles de succession héréditaire, il existe également des monarchies électives. 
Il y avait des monarchies électives dans plusieurs États successeurs germaniques après l'effondrement de l'Empire romain pendant la période de migration, le haut Moyen Âge, le Saint-Empire romain germanique et le royaume de Pologne de 1573 à 1795 (voir Histoire de la Pologne, période de la République aristocratique).

## Princes-électeurs
À partir du XIIIe siècle, le droit d'élire des rois dans le Saint-Empire romain germanique a été accordé à un nombre limité de princes impériaux, les princes-électeurs. Il existe différentes théories sur l'émergence de leur droit électoral exclusif.  

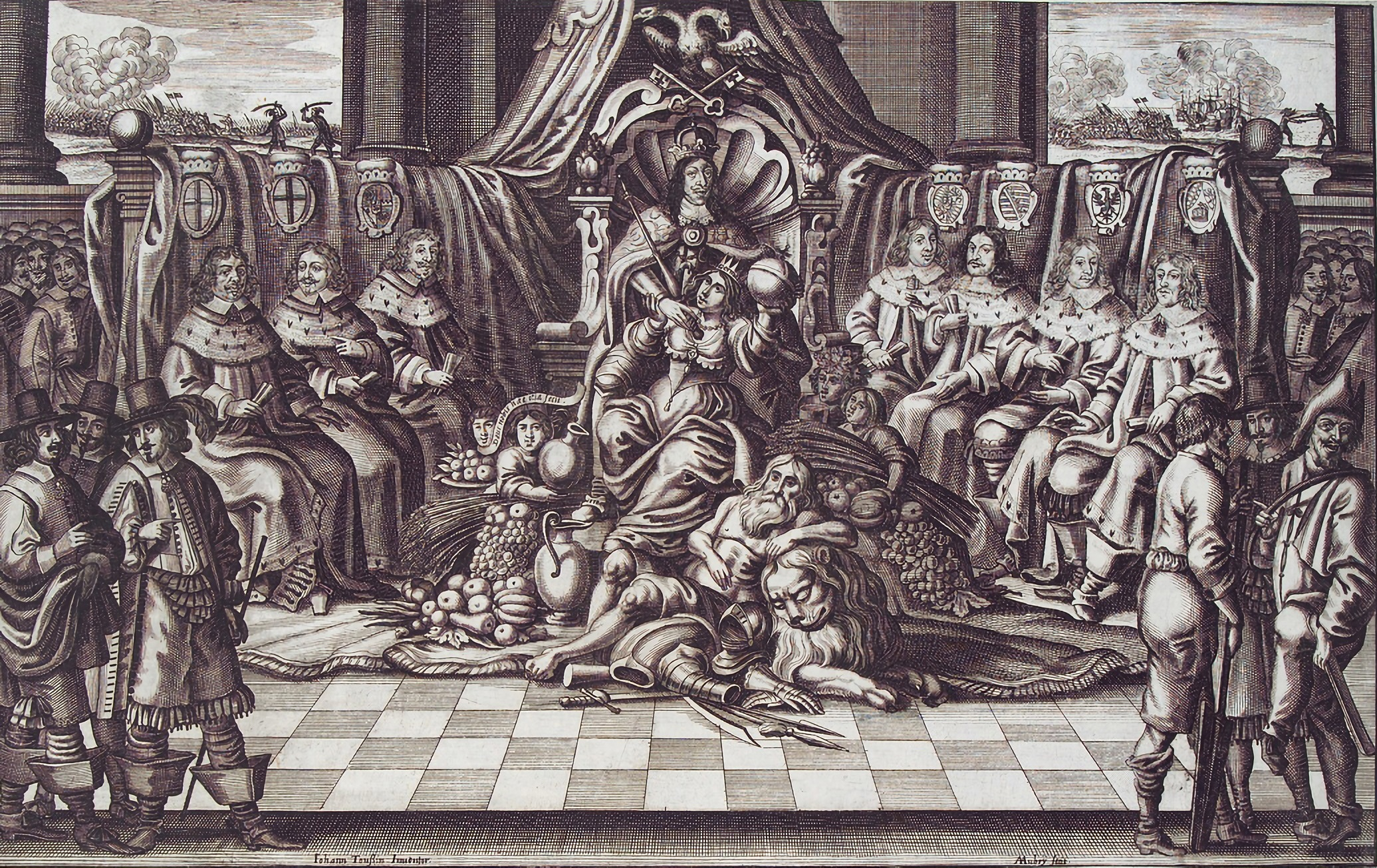
L'empereur et les huit électeurs (de Trèves, Cologne, Mayence, Bohême, Bavière, Saxe, Brandebourg et l'électorat du Palatinat). Gravure sur cuivre par Abraham Aubry, Nuremberg, 1663/64.

Les sièges électoraux laïques étaient héréditaires. Cependant, les électeurs spirituels (et autres (arch)évêques princiers) étaient généralement élus par les chapitres de la cathédrale comme chefs religieux, mais gouvernaient simultanément comme monarque (prince) d'un territoire d'immédiateté impériale (qui comprenait généralement une partie de leur territoire diocésain). Ainsi, les principautés épiscopales étaient aussi des monarchies électives. Il en va de même pour les principautés abbatiales, dont les princesses-abbesses ou princes-abbés étaient élus par un collège de clercs et impérialement nommés souverains princiers dans un territoire respectif. 
Initialement, sept électeurs procédaient au choix du futur empereur. Ce dernier devenait alors le « roi des romains » jusqu'à son couronnement par le pape. Ce n'est qu'à la suite de ce couronnement qu'il prenait le titre d'empereur.   

### Électeurs spirituels
- Le prince-archevêque de Mayence
- Le prince-archevêque de Cologne
- Le prince-archevêque de Trèves

### Électeurs laïques
- Le roi de Bohême, de la maison de Luxembourg à l'époque de la bulle d'or, mais à partir de 1526 dirigé par la maison de Habsbourg. La couronne de Bohême elle-même était également théoriquement élective, mais sous les Habsbourg, elle est devenue de facto héréditaire.
- Le comte palatin du Rhin, pendant toute la période membre de la maison de Wittelsbach
- Le duc de Saxe, à partir de 1356 membre de la maison d'Ascanie ; à partir de 1423, un membre de la maison de Wettin
- Le Margrave de Brandebourg, à partir de 1356 membre de la maison de Wittelsbach ; à partir de 1373, membre de la maison de Luxembourg ; à partir de 1415, membre de la maison de Hohenzollern .

### Modifications ultérieures
Les ajouts ultérieurs au conseil électoral ont été : 
- Le duc de Bavière ; d'une autre branche de la maison de Wittelsbach ;
- Le duc de Brunswick-Lunebourg (également connu sous le nom d'électeur de Hanovre) de la maison de Welf. À partir de 1714, le duc est également roi de Grande-Bretagne.
- Par le recès d'Empire, six électorats sont créés en 1803 : le margrave de Bade, le landgrave de Hesse-Cassel, le prince de Ratisbonne, le grand-duc de Salzbourg, l'électeur de Wurtemberg, le grand-duc de Wurtzbourg. Le Saint-Empire étant remplacé en 1806 par la confédération du Rhin, leur existence fut rapidement rendue caduque.

## Voir également
- Liste des souverains du Saint-Empire
- Couronne du Saint-Empire